# 司法機關

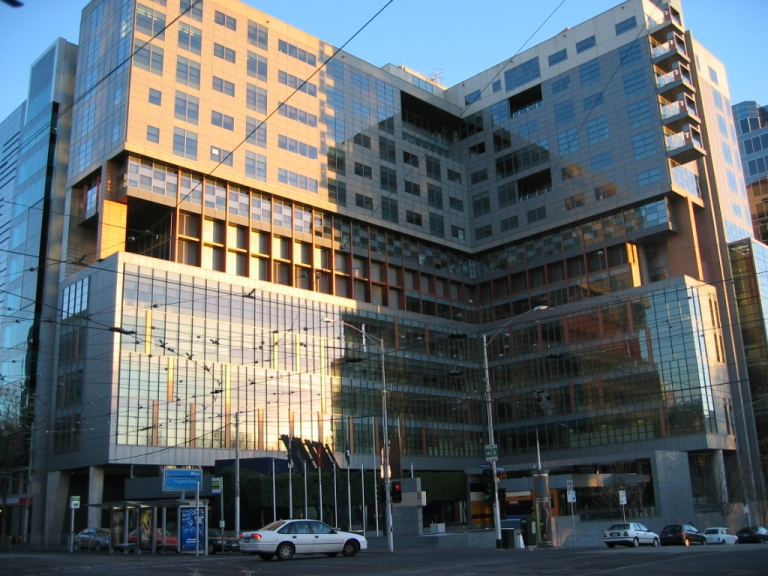
位于墨尔本的联邦法院大楼，是澳大利亚联邦巡回法院、澳大利亚联邦法院、澳大利亚家庭法院的墨尔本分院，以及澳大利亚高等法院不定期开庭的地方。

司法机关，又称司法机构、司法部门，是官方机构之一，其职责是維護法律、確保法律正確執行、解決爭議；但“司法”的具體定義和司法部門的權力在不同法制有些不同。
欧陆法系認為，司法是指法院或特定机关依照法定职权和程序，具体适用法律对民事、刑事案件进行聆訊和审判。
英美法系認為，司法就是審判、裁決。在英美法系體制，只有司法部門具有對法律（包括憲法）的解釋權。

## 欧陆法系
在欧陆法系中，法院會對案件進行具體調查；法官會傳召證人，盤問證人、被告等。法院有解釋法律的權力，但不一定具有對法律的最終解釋權。
另外，检察机关通常都是司法系統的一部份。

## 英美法系
在英美法系法制中，法院不會對案件進行具體調查。法官或裁判官的角色只是確保原告人（在刑事案件中則是代表政府的律師）和被告人能公平地提出自己的論據，並作出判決。如果被告人被控告的是嚴重罪行（如謀殺、強姦等），有些地區（如香港、英國及美國）是由陪審團決定被告是否有罪，法官只負責決定處罰方式。在英美法系系中，只有法院有解釋法律的權力，而法院對法律的解釋和判案，都對以後的同類訴訟有約束力，成為案例法。
另外，檢控機關通常都是行政系統的一部份。

## 职能
司法机构最主要的职能就是行使司法权，即通过公共强制力维持社会秩序，进行利益仲裁，在有些国家也包括对宪法和法律的解释权。
司法机构根据法律审理案件，解决法律冲突。远东法系强调在对争端和法律冲突裁决时注重社会影响，维持社会稳定。而西方法系，则更为认可个人和团体在对抗性的司法过程中胜诉。
司法审判权由法院履行，法院为司法机关。有些国家（地区）专设检察机关行使法律监督权（包含公诉权），亦将检察机关列为司法机关。

## 延伸閱讀
- Cardozo, Benjamin N. (1998). The Nature of the Judicial Process. New Haven: Yale University Press.
- Feinberg, Kenneth, Jack Kress, Gary McDowell, and Warren E. Burger (1986). The High Cost and Effect of Litigation, 3 vols.
- Frank, Jerome (1985). Law and the Modern Mind. Birmingham, AL: Legal Classics Library.
- Levi, Edward H. (1949) An Introduction to Legal Reasoning. Chicago: University of Chicago Press.
- Marshall, Thurgood (2001). Thurgood Marshall:  His Speeches, Writings, Arguments, Opinions and Reminiscences. Chicago:  Lawrence Hill Books.
- McCloskey, Robert  G., and Sanford Levinson (2005). The American Supreme Court, 4th ed. Chicago: University of Chicago Press.
- Miller, Arthur S. (1985). Politics, Democracy and the Supreme Court: Essays on the Future of Constitutional Theory. Westport, CT: Greenwood Press.
- Sandefur, Timothy. . Hamowy, Ronald  (编). . Thousand Oaks, CA: SAGE; Cato Institute: 265–67. 2008  [2018-08-24]. ISBN 978-1-4129-6580-4. LCCN 2008009151. OCLC 750831024. doi:10.4135/9781412965811.n160. （原始内容存档于2020-09-30）.
- Tribe, Laurence (1985). God Save This Honorable Court: How the Choice of Supreme Court Justices Shapes Our History. New York: Random House.
- Zelermyer, William (1977). The Legal System in Operation. St. Paul, MN: West Publishing.